# Elektronikus Tanulmányi Nyilvántartás
Az Elektronikus Tanulmányi Nyilvántartás (ETN) Magyarországon a harmadik legelterjedtebb felsőoktatási tanulmányi rendszer. Jelenleg 16 felsőoktatási intézmény használja:

## ETN rendszert használó intézmények
- Adventista Teológiai Főiskola[2]
- Andrássy Gyula Budapesti Német Nyelvű Egyetem[3]
- Baptista Teológiai Akadémia[4]
- Budapest Kortárstánc Főiskola[5]
- CECOS London College[6] (2012-2019)
- Debreceni Református Hittudományi Egyetem (2001-2011)
- École Supérieure des Sciences Commerciales d'Angers[7]
- Esztergomi Hittudományi Főiskola[8]
- Evangélikus Hittudományi Egyetem[9]
- Golgota Teológiai Főiskola[10] (2010-2020)
- MCDC McDaniel College[11]
- MODART Művészeti Akadémia[12] (2012-2019)
- Pető András Főiskola (2003-2017)[13]
- Pápai Református Teológiai Akadémia[14]
- Pécsi Püspöki Hittudományi Főiskola[15]
- Pünkösdi Teológiai Főiskola[16]
- Sárospataki Református Teológiai Akadémia[17]
- Sola Scriptura Teológiai Főiskola[18]
- Stichting Maastricht School of Management
- VISART Művészeti Akadémia[19] (2012-2019)
- Wáli István Református Cigány Szakkollégium[20] (2014-2019)

## ETN alapinformációk
Az ETN rendszer fejlesztése 2001-ben, a kreditrendszer országos bevezetésével egy időben indult, a megrendelő intézmény, a Debreceni Református Hittudományi Egyetem igényeinek megfelelően. Az első verziótól kezdve a rendszer Linux alapú szervereken fut.
Az adatok tárolását és kiszolgálását a háttérben PostgreSQL végzi, a kezelői felület a kezdetektől fogva kizárólag webes, Apache/PHP alapú, de speciális problémák megoldására futnak Java alkalmazások is.
Az ETN a DRHE-n jól vizsgázott, képes volt megoldani a kreditrendszerű képzésből adódó akkori adatkezelési problémákat, a hallgatók és oktatók online adminisztrálhatták a tanulmányi ügyeket. Azóta több iskola döntött úgy, hogy az ETN segítségével kezeli a tanulmányi adminisztrációt.
A rendszer szolgáltatási spektruma a fenti kis intézmények igényeinek megfelelően alakult, az Educatio Kht 2002-ben végzett auditációja így fogalmazott: „Az ETN rendszer a kreditrendszerű tanulmányi nyilvántartás alapvető elvárásainak megfelel, funkcionalitása sok tekintetben csak a legszükségesebbekre korlátozódik, sok tekintetben extrafunkcionalitásokat nyújt...”
Például már az első verzió képes volt két nyelven (angol, magyar) tantárgylistákat, tárgyleírásokat a weben böngészők számára elérhetővé tenni, szemeszterfüzetet több stílusban nyomtatni, szerkeszthető dinamikus oktatói honlapot megjeleníteni, egyéni tanulmányi összesítőket listázni, tárgyfelvételeket előfeltételekkel együtt szervezni, a választhatóságot több módon megjeleníteni és kezelni, dokumentumokat több szinten megosztani, nem hiányzott az elektronikus fórum és a tudakozó sem, de például a vizsgára való elektronikus jelentkezés csak a 2.1 verzióban került a rendszerbe. Az ETN a tanulmányok nyilvántartását dobozos tantervben kezeli.
Számos Linux disztribúció kipróbálása után ma minden ETN mögött Debian Linux áll.
A rendszert elsősorban kis létszámú (<2000 hallgató) intézmények használják, de nagyobb létszám esetén sem jelentene gondot az adatbázis szervernek a kérések kiszolgálása. Ugyanakkor a PHP alapú kezelői felület a szkript nyelv sajátossága miatt performance problémákkal küszködhet, hiszen a futási időben végzett számítások (pl. tanulmányi eredmények valós idejű listázása) nagy létszám esetén akadozhatnak. A nagyobb felhasználói kapacitás kiszolgálására az ETN észszerű terhelés- és feladatmegosztással birkózna meg a feladattal, amelynek megvalósítására folynak kísérletek.
A kis létszámú intézmények viszont igényeiknek megfelelően egy integrált rendszert nyernek az ETN-nel, számos olyan feladat megoldására is alkalmas, amely nem kapcsolódik szorosan a tanulmányi ügyekhez. Van olyan intézmény, amely a saját honlapját, vagy az oktatói/kutatói publikációs adatbázist is ETN-n keresztül szerkeszti, illetve olyan intézmény is, amely az ETN-en belül oldja meg az e-mail címek kiosztását, és a géptermi/kollégiumi munkaállomás használatának ellenőrzését.
A nyílt forráskód lehetőséget ad arra, hogy az intézményi informatikusok is hozzáírjanak a rendszerhez, pl. különböző stílusú kezelői felületek jelentek meg.

## Alap kiegészítő modulok
- Naptár. Naptári bejegyzések gyűjteménye, amelyet a felhasználók szerkeszthetnek.
- Tudakozó. Keresés a hallgatók/oktatók/munkatársak névsorában.
- Körlevél. Csoportok szerintei körlevél (e-mail üzenet) írása.
- Fórum. Az oktatók/hallgatók számára elektronikus fórum.

## Opcionális modulok

### Ösztöndíj modul
Az ösztöndíjak megállapítását és rögzítését a modul a Megrendelő által rögzített hatályos TVSz szerint végzi. Egyéni módosítás, törlés lehetőségek beépítése. A hallgatókhoz több kifizetési séma rendelhető, amelyben kifizetési megbízások és adatok adhatók meg (módosítás, törlés):
A sémában megadott adatokat az szabvány (EDIFACT) adatrekordokká alakítja az ETN, amely alkalmas a kifizetések teljesítésének automatikus végrehajtására. A séma az adminisztrációs felületen szerkeszthető. Az átutalásokról a hallgatók a saját tanulmányi összesítőjükön tájékozódhatnak. Meghatározott összegből automatikus tanulmányi ösztöndíjat számol a modul (csoportonként, csoportátlag alapján).

### Irattár
Az irattár alkalmas dokumentumok elhelyezésére és dokumentumok megosztására. Az irattár megoldást ajánl a honlapon való dokumentumok közzétételére, de a belső használatra készült iratok megosztására is. Ez azért célszerű, mert bármilyen dokumentumot gyorsan hozzáférhetővé lehet tenni mind a világ, mind az intézmény polgárai számára. A dokumentum hozzáférési és módosítási szabályai pontosan meghatározhatók, így pl. csak a dokumentum első elhelyezője (a tulajdonos) módosíthatja a dokumentumot a szerveren. A dokumentumok feltöltésekor az ETN automatikus vírusellenőrzést hajt végre. Az irattárban különböző kategóriák (fiókok) találhatók, amelyekhez a felhasználóknak különböző hozzáférései vannak. Pl. A „Szabályzatok” alatt az oktatók elhelyezhetnek dokumentumokat (feltölthetnek), illetve olvashatnak onnan.

### Vizsgaív
Ez a csomag a vizsgára való jelentkezést és a vizsgahalasztást szabályozza. A tanegységekhez tartozó vizsganapokat az oktatók tűzik ki elektronikusan, meghatározott létszámmal. A hallgatók szintén elektronikusan iratkozhatnak fel, ha még van arra a napra hely. A vizsgahalasztás csak a vizsga előtt meghatározott ideig lehetséges (pl. vizsga előtt 48 óráig), amelyet a szerver órája alapján számol ki a rendszer. Az oktatók minden halasztásról e-mailben értesítést kaphatnak.

### Oktatói profil
Az oktatói profil modulban az oktatók/kutatók tehetik közzé standard formátumú önéletrajzukat és publikációs jegyzéküket. A modul két nyelven (magyar/angol) jeleníti meg az információkat.
Az önéletrajz több nyelven tölthető fel, ehhez ajánlott az Europass séma használata. Az Europass önéletrajz kitöltéséhez segítséget nyújt a  http://www.europass.hu/EPdokumentumok/oneletrajz/ oldal. Az itt elkészített önéletrajzok közvetlenül feltölthetők az ETN-be.
A publikációs jegyzék szabványa a BibTeX . A szabványból számos más formátumba exportálhatjuk a publikációs listát: rtf, xml, html, txt, stb. Az oktatói profil egy oktatói lapot jelenít meg, amelyre a saját e-mail cím segítségével lehet hivatkozni az alábbi módon: http://[etn cím]/?[e-mail cím]
A nyitólapon az intézmény összes publikációját böngészhetjük a [publikációk (BibTex)] menü alatt.

### Intézményi honlap
Az csomag egy ETN-n keresztül szerkeszthető kétnyelvű dinamikus honlapot tartalmaz. A tartalom szerkesztése a honlapon megjelenő szöveg (jogosultságokkal történő) szerkesztését jelenti, szövegszerkesztőhöz hasonló szerkesztési tulajdonságokkal. Lehetőség van hiperhivatkozás, kép beszúrására és manipulálására. Beépített, ETN-ből vett adatokat szolgáltató függvények is dinamikus információval láthatják el a honlapot. 

### Kérdőív
Az ETN-Kérdőív modul lehetőséget biztosít arra, hogy a felhasználók elektronikus kérdőívet töltsenek ki a felvett kurzusokra, az oktatókra, hallgatókra, munkatársakra vonatkozóan. A kitöltött kérdőíveket a rendszer teljesen anonim módon kezeli, a kitöltő személyét semmilyen ETN jogosultsággal nem lehet megtekinteni. Ugyanakkor biztosított, hogy egy felhasználó a személyre/kurzusra vonatkozóan csak egyszer töltsön ki kérdőívet. Automatikus összegzés, rendezés és exportálási funkciókat tartalmaz a modul.

### Oklevél modul
A hatályos hivatali szabványok szerint oklevelet és oklevélmellékletet lehet készíteni. Az integrált modul segítségével külső program használata nélkül, könnyen és gyorsan a jogszabálynak megfelelő oklevélmellékletet lehet előállítani az OKM specifikáció [1] szerinti adatokkal, PDF formátumban. Az elkészült oklevél és oklevélmellékletet a FIR adatszolgáltatásba automatikusan exportálható. Az oklevélmellékletet a rendszer országos leírásokból (központi adatok), az intézményi képzési leírásból (intézményi adatok), a hallgató oklevelének adataiból és a hallgató tanulmányaiból (egyéni adatok) állítja össze magyar és angol nyelven.